# Дарвагчай
Дарвагчай — река в Дагестане, протекающая по территории Кайтагского и Дербентского районов.
Впадает в Каспийское море на Приморской низменности. Длина реки — 39 км, водосборная площадь — 520 км².
Крупнейшие притоки: Барзанчай, Дюбекчай. Река запитывает Геджухское водохранилище.
Населённые пункты на реке: Мамедкала, Юный Пахарь, Село имени Мичурина, Геджух.
Водохозяйственный участок — Бассейны рек Каспийского моря от границы бассейна реки Сулак до границы бассейна реки Самур.

## Археология
В устье реки Дарвагчай на территории Дарвагчайского геоархеологического района на юго-западном склоне древнекаспийской террасы были найдены раннепалеолитические стоянки Дарвагчай-залив 1 (абсолютная высота 155 м), Дарвагчай-залив 2 и Дарвагчай-карьер. Индустрия раннего палеолита стоянки Дарвагчай-1 датируется временем бакинской трансгрессии (Q1b) ~600 тыс. лет назад. Возраст рубила на стоянке Дарвагчай 1 — не древнее 500 тыс. лет назад. Артефакты со стоянок раннего палеолита Дарвагчай-залив-1 и Дарвагчай-залив-4 датируются возрастом 400 ± 20 тыс. лет назад. Каменная индустрия из слоя 5 стоянки Дарвагчай-Залив-4 по результатам анализа малакофауны, палеомагнитных исследований и абсолютного датирования методом OSL относится к позднему ашелю (380—330 тыс. л. н., MIS 11—10). Каменная индустрия из слоя 3 относится к финальному ашелю (250—220 тыс. л. н., MIS 7). В первичном расщеплении финальноашельской индустрии отмечаются элементы, характерные для леваллуазской технологии. На стоянке Дарвагчай-Залив-1 открыто четыре разновременных комплекса, материалы которых охватывают период от раннего палеолита до финала среднего палеолита. Комплекс 2 приурочен к верхней части склона террасы. Археологические материалы кратковременной стоянки-мастерской Дарвагчай-Залив-1 (комплекс 2) залегали в слое 3, а выше- и нижележащие геологические горизонты стерильны в археологическом плане. В слое палеопочвы установлена отрицательная остаточная намагниченность (геомагнитный экскурс Блейк (Blake), 120—100 тыс. л. н., морская изотопная стадия MIS 5), что соотносится с заключительной стадией хазарского цикла (позднехазарской трансгрессией Каспия) и микулинским межледниковьем.